# Veïns
|  | No s'ha de confondre amb Veïns (pel·lícula). |

Veïns (Neighbours) és un fulletó televisiu australià estrenada a Seven Network el 18 de març de 1985. Tres mesos més tard van anunciar que cancel·laven la sèrie, i aviat va ser comprada pel seu canal rival, Network Ten. L'any següent va arribar a la programació de la BBC One (Regne Unit). A Catalunya va fer-ho al febrer de 1989; TV3 la va emetre des d'aleshores fins al juny del 1996. Va assolir gran popularitat entre els espectadors britànics a les dècades de 1980 i 1990, i el 2008 va passar de la BBC One a la seva rival, Channel 5. El febrer de 2022, aquest canal va anunciar que retirava la sèrie de la seva programació, i la cancel·lació definitiva de Veïns es va confirmar es mes següent, ja que Channel 5 n'era un soci clau.
Veïns està gravada a Melbourne (Victòria), i mostra la vida d'unes famílies de veïns que viuen al carrer Ramsay Street d'Erinsborough, un suburbi fictici d'aquesta ciutat.
Diversos actors australians han passat per aquesta sèrie, com Kylie Minogue, Jason Donovan, Guy Pearce, Margot Robbie, Jesse Spencer, Radha Mitchell, Liam Hemsworth, Luke Hemsworth, Natalie Imbruglia o Delta Goodrem.